# ISO 3166-2:BT
ISO 3166-2:BT és el subconjunt per a Bhutan de l'estàndard ISO 3166-2, publicat per l'Organització Internacional per Estandardització (ISO) que defineix els codis de les principals subdivisions administratives.
Actualment per a Bhutan, l'estàndard ISO 3166-2, està format per 20 districtes.
Cada codi es compon de dues parts, separades per un guió. La primera part és BT, el codi ISO 3166-1 alfa-2 per a Bhutan. La segona part són dos dígits, excepte Gasa i Trashi Yangtse, els quals utilitzen dues lletres. El primer dígit indica la zona administrativa on el districte es troba:
- 1: Oest
- 2: Central ("Gasa" es troba en aquesta zona)
- 3: Sud
- 4: Est ("Trashi Yangtse" es troba en aquesta zona)

## Codis actuals

Divisions administratives de Bhutan

Els noms de les subdivisions estan llistades segons l'ISO 3166-2 publicat per la "ISO 3166 Maintenance Agency" (ISO 3166/MA).
| Codi  | Nom de la subdivisió (dz) | Nom de la subdivisió (dz) |
| ----- | ------------------------- | ------------------------- |
| BT-33 | Bumthang                  | བུམ་ཐང་                    |
| BT-12 | Chhukha                   | ཆུ་ཁ་                      |
| BT-22 | Dagana                    | དར་དཀར་ན་                 |
| BT-GA | Gasa                      | མགར་ས་                    |
| BT-13 | Ha                        | ཧཱ་                        |
| BT-44 | Lhuentse                  | ལྷུན་རྩེ་                     |
| BT-42 | Monggar                   | མོང་སྒར་                    |
| BT-11 | Paro                      | སྤ་རོ་                      |
| BT-43 | Pemagatshel               | པད་མ་དགའ་ཚལ་              |
| BT-23 | Punakha                   | སྤུ་ན་ཁ་                    |
| BT-45 | Samdrup Jongkha           | བསམ་གྲུབ་ལྗོངས་མཁར            |
| BT-14 | Samtse                    | བསམ་རྩེ་                    |
| BT-31 | Sarpang                   | གསར་སྤང་                   |
| BT-15 | Thimphu                   | ཐིམ་ཕུ་                     |
| BT-41 | Trashigang                | བཀྲ་ཤིས་སྒང་                 |
| BT-TY | Trashi Yangtse            | བཀྲ་ཤིས་གྱང་ཙེ་               |
| BT-32 | Trongsa                   | ཀྲོང་གསར་                   |
| BT-21 | Tsirang                   | རྩི་རང་                     |
| BT-24 | Wangdue Phodrang          | དབང་འདུས་ཕོ་བྲང་             |
| BT-34 | Zhemgang                  | གཞམས་སྒང་                  |

1. ↑  El nom en dzongkha escrit en alfabet tibetà no és inclòs a l'estàndard ISO 3166-2.